# Spongodes campanulata
Spongodes campanulata är en korallart som först beskrevs av Hilario Atanacio Roxas 1933.  Spongodes campanulata ingår i släktet Spongodes och familjen Nephtheidae. Inga underarter finns listade i Catalogue of Life.